# 4e législature de Sonsorol

La 4e législature de Sonsorol a été élue en 1996 et a pris ses fonctions le 1er mai 1996 pour un mandat de quatre ans. Elle fait suite à la 3e législature, élue en 1992, et précède la 5e législature, élue en 2000.

## Membres
Parmi les membres de la législature figuraient Nicholas Aquino et Valentine Tirso. 

## Activités
En janvier 2000, la Législature a adopté la loi publique de l’État de Sonsorol (Sonsorol State Public Law, SSPL) n° 4-15R-1 établissant des élections générales régulières aux fonctions de gouverneur, lieutenant-gouverneur et de membres de la Législature. Conformément à cette loi, les élections se sont déroulées le 20 février 2000.
Vu l'annulation de l'élection des membres de la 5e législature par la Commission électorale, la quatrième législature est restée en fonction jusqu'à l'installation de la suivante. A cette fin, la 4e législature a adopté, en avril 2000, la SSPL n° 4-37S-1 titrée Loi sur l'élection législative spéciale de l’État de Sonsorol de 2000 (The Sonsorol State Special Legislative Election Act of 2000). Cette loi prévoyait l'organisation des nouvelles élections le 30 mai 2000 et une installation de la nouvelle législature le 16 juin 2000. Elle fut amendée en juillet 2000 par la SSPL n° 4-41S-2.3 qui retarda l'élection au 16 septembre 2000 avec une entrée en fonction le 16 octobre 2000. 

## Sources